# Občina Vrbnik
Občina Vrbnik je občina na otoku Krku, Hrvaška.

## Naselja
V sestavi občine Vrbnik, ki meri 50 km², so naslednja naselja: Garica, Kampelje, Risika in Vrbnik.

## Prebivalstvo
V občini Vrbnik stalno živi 1245 prebivalcev, od tega 944 v Vrbniku (popis 2001).